# Arbolito (banda)
Arbolito  fue una banda argentina de folklore-rock, compuesta por egresados de la Escuela de Música Popular de Avellaneda y formada en el año 1997. En abril de 2025, la banda anunció su separación.

## Historia

### Orígenes

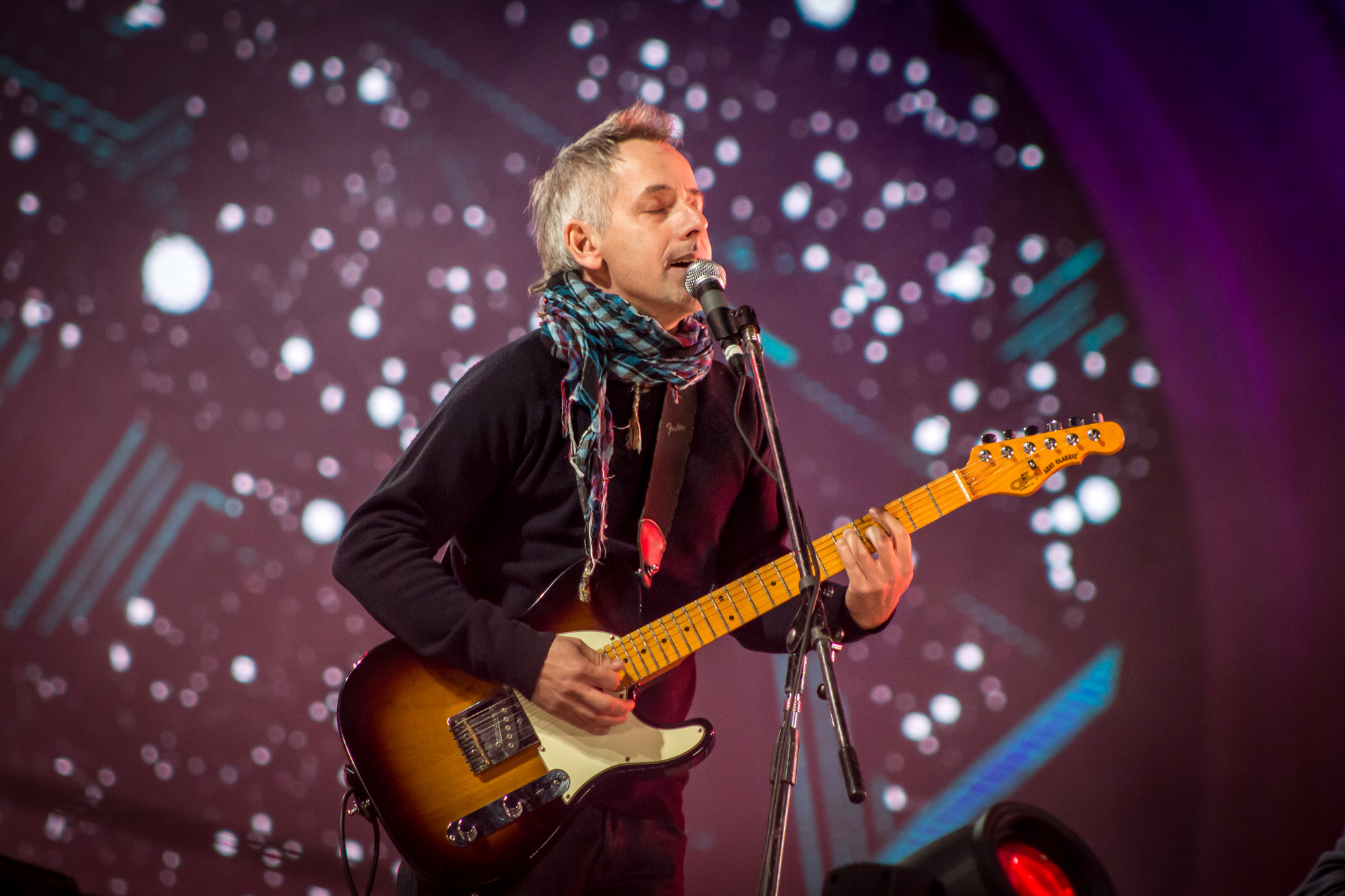
Ezequiel Jusid, guitarrista y vocalista del grupo.

Fue creada en 1997 en la ciudad de Buenos Aires y se caracteriza por su estilo profundamente ecléctico que fusiona músicas folklóricas de la Argentina (chacarera, zamba), Bolivia (huayno, saya), Uruguay (candombe), entre otros, con ritmos fuera de la actual Argentina, de amplia difusión en el país (principalmente rock, de grupos como Jethro Tull, y reggae). La banda también destaca por su destreza multi-instrumentística y por sus letras con un fuerte contenido social.
Toca tanto en festivales de rock nacional, como en festivales de folclore argentino (por ejemplo, en 2009 tocaron en el festival de Cosquín).

Arbolito, en acto, cumplía con su esencia de cruce y fusión: ¿Es el pibe de los astilleros?, ¿Acá, en la Próspero Molina? Alucinación o delirio descartados. Refrendaba su sino. Era el ánima del Indio Solari sobrevolando el mismísimo epicentro nacional del folklore, a través de una personal versión que le incorporó instrumentos típicos del género a uno de los himnos del rock argentino. Así se copa la parada: pese a los escuetos 20 minutos que le dieron a la banda de folklore-rock, Arbolito –esta vez apoyada por el colectivo de percusión de La Chilinga– se despachó con uno de los sets más emotivos y festejados del festival. Alegría pura y un nivel de aceptación popular –más allá del grupo de seguidores que llegaron para verlos solamente a ellos– que hizo añicos el “temor” de los presentadores. “¿Les irá bien?... ojalá que les vaya bien.” No hacía falta la sugerencia. La cortedad del tiempo y algún problema de sonido no fueron suficientes para boicotear el clímax, ideal, feliz y ensoñado, que la banda propone cada vez.
Página/12

### Contexto social
Arbolito también puede ser considerado como una expresión cultural del Revisionismo histórico, que está ganando amplia difusión en la argentina posterior a la crisis de 2001. En ese sentido, la banda toma su nombre de "Arbolito, el vindicador", un texto de Osvaldo Bayer que reivindica las luchas de los pueblos originarios del siglo XIX, en el contexto de las primeras "Campañas del Desierto". El personaje histórico que parece corresponder al poético Arbolito de Bayer es Nicasio Maciel.

### Trayectoria
A poco de su creación, a fines de 1998, Arbolito edita Folklore, un demo en cassette. Junto a su querida "chata" (camioneta) comenzaron a recorrer distintos barrios de la Capital, localidades y ciudades de la provincia de Buenos Aires. Entre 1999 y 2000 la banda, ya definida en su sonido y su mensaje, realiza una serie de presentaciones en vivo en Uruguay y por el interior de Argentina. Por entonces apareció La Mala Reputación, su primer disco, una edición independiente que cuenta con la participación del legendario Jorge Pinchevsky como violinista invitado.
El segundo disco llegó en 2002: La Arveja Esperanza, también de producción independiente. Por entonces ya estaban afianzados con un mensaje muy claro en el sentimiento de un público bien definido, que tenía que ver con el periplo callejero y la producción autogestiva. Por esa ruta Arbolito recorrió el país y se afianza como una de las bandas más inquietas y comprometidas del momento.
Su tercera producción discográfica, Mientras La Chata Nos Lleve, es un disco en vivo y salió a la calle en 2005. Recogió las mejores canciones de Arbolito hasta entonces, además de "Caminando", tema inédito de Víctor Jara y el "Huayno del desocupado", basado en un poema de Juan Gelman y la historia del indio Arbolito contada por el mismo Osvaldo Bayer. Fue grabado durante una gira nacional y el título es un homenaje a la fiel combi VW que los llevó durante muchos años por las rutas argentinas.
El compromiso social que transmiten sus letras y la alegría contagiosa de su música son los pilares de la propuesta que maduró en 2007 con Cuando Salga El Sol. Este disco fue el primero editado por el sello Sony/BMG, y cuenta con la producción artística de Daniel Buira (exmiembro de Los Piojos) y con Liliana Herrero y Peteco Carabajal como invitados especiales.
En 2008 grabaron la canción "Cola de amor", de León Gieco, en el disco doble Gieco Querido!, homenaje a dicho cantautor editado por SONY/BMG. En el disco, diferentes artistas grabaron versiones de canciones de León Gieco. Esto marcará el comienzo de una afectuosa relación con Gieco, que llevaría a algunas colaboraciones artísticas.
En 2009 recorrieron escenarios de todo el país y actuaron por segunda vez en el Festival Nacional de Folklore de Cosquín, donde recibieron el premio "Destacados 2009". También actuaron en Uruguay y en el prestigioso Auditorio Ibirapuera, en San Pablo (Brasil). En ese año también fueron distinguidos como "Figura del año: Mejor grupo vocal e instrumental 2009" de los premios Atahualpa de la Provincia de Buenos Aires. Cerraron el año con la edición del quinto disco de la banda, el segundo y último bajo el sello Sony/BMG: Despertándonos, con la participación de Verónica Condomí, León Gieco y Gustavo “Chizzo” Napoli de La Renga como invitados.
En 2010, en el 50° Festival de Folklore de Cosquín, Arbolito cumplió una presentación memorable junto al ballet boliviano Amerindia y poco después compartió con las Abuelas de Plaza de Mayo el cierre del ciclo Teatro X la identidad en el Teatro Nacional Cervantes. En junio de este año la banda presentó su disco en el Estadio Luna Park de Buenos Aires, en una fiesta multitudinaria de la que participaron Tito Fargo, La Chilinga y, una vez más, el Ballet Amerindia. Fueron nominados como banda a los Premios Atahualpa 2010 y Despertándonos se llevó el Premio Gardel 2010 como Mejor Álbum de Folklore Alternativo.
En 2011 recibieron el Premio Consagración por su presentación en el Festival de Folklore de Cosquín, máximo galardoón entregado por este festival. En 2012, se desvincularon de Sony/BMG y lanzaron Acá estamos, su sexto disco, que marca su regreso a la autogestión. En esta etapa se consolida el original ciclo de conciertos ATP (apto para todo público) que realizan en el patio de la Ciudad Cultural Konex y que atrae a un público numeroso y familiar. La banda gira también por el país: Trelew, Comodoro Rivadavia, Esquel, El Bolsón, Bariloche, Neuquén, Viedma y Bahía Blanca, entre otras ciudades, además de tocar en salas emblemáticas de Rosario (el Pugliese), La Plata (Sala Ópera) y Córdoba (el Comedor universitario). En junio de ese mismo año, impulsado por el escritor y periodista Osvaldo Bayer, Arbolito protagonizó en la Ciudad de Buenos Aires el Festival Chau Roca –frente al monumento del presidente genocida– junto a otros artistas. En la misma sintonía, en noviembre Arbolito actuó en Córdoba junto a Los Pericos en el festival "Todas las voces", por la concientización de la existencia de la Ley de medios.
También impulsó un ciclo acústico en el Club Atlético Fernández Fierro (CAFF) de Buenos Aires, donde compartió con artistas de la talla de Verónica Condomí, Pablo Fraguela, Orquesta Típica Fernández Fierro, Manu Varela (La Renga), Mavi Díaz, Cuarteto La Púa, Joselo Schuap, Franco Luciani, Horacio Banegas, Duende Garnica y Goy Karamelo, entre otros.
En 2013 volvieron a tocar en la Ciudad Cultural Konex con un ciclo de vacaciones de invierno pensado especialmente para los niños, y realizaron nuevamente el ciclo de acústicos en el CAFF, una vez más junto a una importante variedad de artistas invitados. Ese año presentaron el disco Acá estamos en Groove y Vorterix, en Buenos Aires, además de llevar su propuesta por distintos festivales del país: Cosquín (Folklore), Baradero (Folklore), la Fiesta de la cerveza artesanal de Epuyén y el Americanto de Mendoza. El recorrido por las fiestas del interior del país continuó en 2014: Fiesta de la cerveza de Caviahue, Fiesta del Curanto de Bariloche, Cosquín y otros.
En febrero de 2014 Arbolito grabó su primer DVD en el auditorio del Centro Cultural por la Memoria Haroldo Conti. Poco después participó de un ciclo de la Televisión Pública que recordó la vida y obra del Padre Mugica, "el cura villero", a 40 años de su asesinato por fuerzas parapoliciales de la Alianza Anticomunista Argentina (AAA). El año 2014 marca además el inicio de las Fiestas Vinito y amor, encuentros producidos con bandas amigas en diferentes lugares del país, como Rosario, la Plata, Mar del Plata y otras, donde se disfruta de la música en estrecha colaboración de artesanos y productores de economía solidaria.
En 2016 Editorial Planeta edita, con consentimiento y participación de la banda, un libro escrito por Diego Skliar: "Arbolito, Por todas las Libertades". El libro presenta una interesante analogía entre la historia de la banda y los sucesos históricos, políticos y sociales que fueron ocurriendo en la Argentina en los años de trayectoria de la banda. Cuenta Diego Skliar en el libro:

"Arbolito creció junto a organismos de derechos humanos, pueblos originarios, asambleas ambientales, fábricas recuperadas y movimientos sociales. Es posible narrar las últimas dos décadas de luchas sociales en la región a través de sus canciones, que desatan fiesta y reflexión en un público de todas las edades."
[cita requerida]

Este mismo año comienza una nueva etapa discográfica con una serie de lanzamientos de tres canciones, los Simples Vol I (2016), Vol II (2017) y Vol III (2019). Esto les permitió trabajar con diferentes productores artísticos en tiempos más cortos y con menos compromiso de estructura, adaptándose a los nuevos formatos de lanzamientos en plataformas digitales. Estos discos tienen una marcada influencia de rock, donde el costado más folklórico de la banda queda un poco al margen. El Vol I cuenta con la producción artística de Pepe Céspedes y Juan Bruno de Bersuit Vergarabat, y tiene como invitado a Piti Fernández, cantante de Las Pastillas del Abuelo, entre otros. La presentación en Buenos Aires fueron dos recitales en La Trastienda. En el Vol II la producción artística fue de Sebastián Schachtel, tecladista de Las Pelotas y ex-músico de La Portuaria, y también fue presentado en La Trastienda. Simples Vol III tiene a Luis Volcoff y Guito Daveiro como productores artísticos y entre los invitados se destacan Las Cucarachas de Bronce (grupo formado por dos saxos, trompeta y trombón) y músicos de La Renga, entre otras bandas con las que tocaron. En 2025 son reconocidos con el Premio Konex como uno de los 5 mejores conjuntos de folklore de la década en Argentina.

## Formación

### Miembros actuales
- Ezequiel Jusid: Voz, guitarra acústica, guitarra eléctrica
- Agustín Ronconi: Voz, flauta traversa, quena, charango, violín, guitarra
- Andrés Fariña: Bajo eléctrico, Voz
- Pedro Borgobello: Clarinete, quena, sicu, guitarra eléctrica (algunos temas), Voz
- Diego Fariza: Batería, bombo legüero

### Exintegrantes
- Sebastián Demestri: percusión y accesorios

## Discografía

### Folklore (1998)
Lado A
1. Huayno Del Desocupado
2. La Boliviana/Cueca De Los Coyas
3. Caminando Despacito
4. Zamba De Lozano
5. La Cartita

Lado B
1. Arbolito, El Vindicador
2. Sairiri
3. Doña Ubenza
4. Candombe Del Mucho Palo
5. Si me voy antes que vos (Jaime Roos)

### La mala reputación (2000)
1. Arbolito
2. La máquina
3. Chacarera del 99
4. Estudio de charango
5. Niños
6. La sol
7. Pañuelos
8. Chacarera del expediente
9. La tierra sin mal
10. Huayno del desocupado
11. La vieja
12. La mala reputación

### La arveja esperanza (2002)
1. Intro vinito y amor
2. Vinito y amor
3. La arveja esperanza
4. Estofado
5. Polkatrónica
6. Telarañas
7. Sariri
8. Es preciso
9. Cuequita porteña
10. El sillón
11. Seria miseria
12. 2015
13. La novia
14. Si me voy antes que vos

### Mientras la chata nos lleve (en vivo) (2005)
1. Caminando
2. La mala reputación
3. Zamba de Lozano
4. Es preciso
5. Arbolito, el vindicador
6. Arbolito
7. Polkatrónica
8. Vinito y amor
9. Estofado
10. Huayno del desocupado
11. La arveja esperanza
12. Sariri
13. La novia
14. Candombe del mucho palo
15. Mientras la chata nos lleve

### Cuando salga el sol (2007)
1. Sobran
2. Chacarera De Las Cloacas (Cuando Salga El Sol)
3. La Recuperada
4. La Costumbre
5. Niña Mapuche
6. Saya Del Yuyo
7. Como Una Luz
8. Jipitur
9. Mi Pueblo Chico
10. Promo II
11. El Bichito
12. Amérika Bonita
13. Amérika Bonita (Parte II)
14. Osvaldo (Con La Participación De Liliana Herrero)

### Despertándonos (2009)
1. Baila, Baila
2. Pachamama
3. Un Cielo Mucho Más Claro (Con León Gieco)
4. Tumoral
5. ¿Cómo Hacer?
6. Europa (Con Gustavo "Chizzo" Nápoli)
7. De Agua
8. Gaviota
9. En Este Instante...
10. Mala Leche (Con Héctor Tito Fargo D´Aviero)
11. Locutar (Con Héctor Tito Fargo D´Aviero)
12. Un Día De Estos
13. El Sueño Del Pibe

### Acá estamos (2012)
1. Volver
2. Cambiar La Piel
3. No Somos Nada
4. Color De Tierra
5. Cruje
6. Condenada Soledad
7. Este Abrazo
8. Sensaciones
9. En Un Cristal
10. Acá Estamos
11. Piel

### Mil colores (CD en vivo) (2014)
1. Baila baila
2. Chacarera de las cloacas
3. Pachamama
4. Saya del Yuyo
5. Color de tierra
6. 2015
7. La costumbre
8. Vinito y amor
9. De agua
10. Tumoral
11. No somos nada
12. Este abrazo
13. Volver
14. Sobran
15. Tanta vida

### Mil colores (DVD en vivo) (2014)
1. Acá estamos
2. Niña mapuche
3. Vinito y amor
4. Pachamama
5. La costumbre
6. 2015
7. Saya del Yuyo
8. Color de tierra
9. Sariri
10. Un día de estos
11. En un cristal
12. De agua
13. Tumoral
14. La recuperada
15. Pañuelos
16. La arveja Esperanza
17. No somos nada
18. Europa
19. Chacarera de las cloacas
20. Volver
21. Amérika bonita
22. Este abrazo
23. Baila baila
24. Sobran

### Simples Vol I(2016)
1. Engaños (con Pity Fernández)
2. Para La Mano
3. Que La Tortilla Se Vuelva

### Simples Vol II(2017)
1. Señal
2. En este pasillo del tiempo
3. Sueños

### Simples Vol III(2019)
1. Los Vigilantes
2. Maquinola
3. Barricada